# بطولة تونس لألعاب القوى 1975
بطولة تونس لألعاب القوى 1975 هو الدورة 20 من بطولة تونس لألعاب القوى.

فاز بهذا الموسم الزيتونة الرياضية.

## روابط خارجية
- الموقع الرسمي للجامعة التونسية لألعاب القوى.